# ماري غرينليف كليمنت ليفيت
ماري جرينليف كليمنت ليفيت (22 سبتمبر 1830-5 فبراير 1912)، معلمة وواعظة بارعة، إذ كانت أول مبشرة حول العالم لاتحاد الاعتدال المسيحي للنساء. انطلقت في جولات عالمية بلا توقف تقريبًا على مدار عقد من الزمان، «سافرت إلى جميع القارات باستثناء القارة القطبية الجنوبية»، إذ نشطت في حملة ضد الكحول وشروره التي شملت العنف المنزلي، ودافعت عن حق المرأة في التصويت، والمساواة في حقوق أخرى مثل التعليم العالي للمرأة. أصبحت في عام 1891 الرئيسة الشرفية مدى الحياة لاتحاد الاعتدال المسيحي العالمي للنساء.

## النشأة
ولدت ماري غرينليف كليمنت في 22 سبتمبر عام 1830، في هوبكينتون في نيو هامبشاير، وهي ابنة الكاهن المعمداني جوشوا كليمنت وزوجته إليزا (هارفي) كليمنت. امتنع والداها تمامًا عن تعاطي الكحول وعارضا العبودية. كانت ماري الثانية من بين تسعة أطفال، وتلقت تعليمها في أكاديمية ثيتفورد في ثيتفورد في فيرمونت، ولاحقًا في مدرسة ولاية ماساتشوستس الحكومية في ويست نيوتن في ماساتشوستس، حيث تخرجت في عام 1851 بصفتها طالبة متفوقة.
درّست لمدة عام في دوفر في ماساتشوستس، ثم درّست في مدرسة كوينسي الثانوية في بوسطن في ماساتشوستس لمدة عامين. عملت كمساعدة رئيسية في مدرسة بويلستون الثانوية.

## الزواج والحياة المهنية كمعلمة
تزوجت من توماس هوكر ليفيت في 3 يونيو 1857، وهو سمسار عقارات في بوسطن من ولاية فيرمونت. أنجبا ثلاث بنات: إيمي كليمنت ليفيت (1858-1932)، وأغنيس مون ليفيت (1859-1941)، وإديث هارفي ليفيت سترونغمان (1863 -؟). انتقل توماس ليفيت لاحقًا إلى نبراسكا، وانفصل الزوجان عام 1878.
أسست ماري ليفيت مدرستها الخاصة في شارع وارن 115 في بوسطن في ماساتشوستس، واستمرت من عام 1867 حتى عام 1881. بلغ التدريس أوجه في مدرستها، عندما بلغ عدد الطلاب 65 طالبًا، والمعلمين اثنين بدوام كامل مع تلميذين مساعدين في التدريس، وأربعة متخصصين في اللغات الفرنسية والألمانية والإيطالية والرسم. درسّت ليفيت الفرنسية واللاتينية والغناء.

### علاقة ليفيت بحركة الاعتدال في الولايات المتحدة
نشأت ماري في منزل متدين تأثر بقادة الاعتدال مثل كاهن الرعية لايمن بيتشر. نشأت حملة الاعتدال التي قادها اتحاد الاعتدال المسيحي للنساء في أوهايو وولاية نيويورك عام 1873، عندما اجتمعت نساء محليات، قلقات بشأن تأثير الكحول على الحياة المنزلية، في الكنائس للصلاة ثم احتججن في البارات.
اشتهرت نساء فريدونيا بنيويورك عندما زرن البارات المحلية للصلاة والغناء مع قائدتهن السيدة إستر ماكنيل، وأطلقوا على أنفسهن في 22 ديسمبر عام 1873، اسم اتحاد الاعتدال المسيحي للنساء. انبثقت الحملة المسيحية بعد يومين عقب محاضرة في قاعة الموسيقا في هيلزبورو في أوهايو، عندما جمعت زوجة أحد القضاة وابنة حاكم سابق السيدة إليزا طومسون، 70 امرأةً أثناء الصلاة في الكنيسة المشيخية، وسرن إلى البارات المحلية. غنت النساء الترانيم أثناء مسيرهن، وطالبن البارات بالتوقف عن بيع الكحول. قدمت النساء في حملة الاعتدال المسيحية النسائية الأخلاقيات السامية، في عصر مُنعت فيه معظم النساء من التصويت، وحيث لم تتصدى المحاكم للعنف المنزلي أو الاتجار بالبشر إلا نادرًا.
دافعت مبشرات اتحاد الاعتدال المسيحي النسائي- إضافة إلى الضغط من أجل حظر بيع المشروبات الكحولية وتجارة الأفيون- عن حق المرأة في التصويت تحت قيادة فرانسيس ويلارد، ونظمن حملات نشطة من أجل حق التصويت كجزء من حملة «حماية البيت». ازدادت عضوية اتحاد الاعتدال المسيحي للنساء تحت قيادة ويلارد، ليصبح أكبر نادي نسائي في البلاد.
اهتمت ابنة القس بالحركة النسائية الناشئة في وقت مبكر، وكانت من أولى الناشطات في حركة الاعتدال. التقت بفرانسيس ويلارد في عام 1877، التي كانت في ذلك الوقت رئيسة قسم مطبوعات الحركة. وصفتها ويلارد بأنها «ذاك النمط البارز من سكان نيو إنجلاند المتسمين بالهدوء والذكاء الواضح والإرادة البارعة والقلب الصادق والتحكم التام في النفس. استحوذت بعينيها المشرقتين ووجهها الوسيم والعطوف في آن، على انتباهنا كلما نهضت لتتحدث». نظمت ليفيت أول فرع لاتحاد الاعتدال المسيحي للنساء في بوسطن، إذ شغلت منصب الرئيس بين عامي 1879-1880.